# Juno I (hordozórakéta)
A Juno rakéta egy amerikai négyfokozatú hordozórakéta, mely felbocsátotta az Amerikai Egyesült Államok első műholdját, az Explorer–1-et.

## Története
A 2. világháborút követő fegyverkezési verseny egyik eredménye a ballisztikus rakéták különböző magasságot és távolságot teljesítő típusainak megjelenése. Az ismert (Hirosima, Nagaszaki) és a legnagyobb pusztításra képes atomfegyverek hordozására kifejlesztették  az interkontinentális ballisztikus rakétákat (ICBM – Intercontinental Ballistic Missile).
A világűr tudományos (katonai) megismeréséhez olyan hordozóeszközökre volt szükség, amelyek könnyen kezelhetően, olcsón, nagy mennyiségben, nagy  megbízhatóság és ellenőrizhető irányíthatóság mellett képesek egyszerű (majd egyre bonyolultabb) űreszközöket pályára állítani.
A Szputnyik–1 fellövését Amerikában nagyon komolyan fogadták, éles körülmények között tapasztalták, hogy a szovjetek megalkották a Földet körülrepülő űreszköz hordozó eszközét. Az amerikai kongresszus visszavágást követelt Dwight D. Eisenhower elnöktől, azonnal tegyen intézkedéseket, hogy a világűrbe emelhessenek valamilyen tárgyat.
Az elnök a haditengerészet által irányított program, a Vanguard–1 startbalesetét követően megbízta Wernher von Braunt, hogy a leggyorsabban állítson össze egy, a feladatát biztonságosan teljesítő hordozórakétát.
A Juno–1 jelű rakéta a német V–2 ballisztikus rakéta egyenesági leszármazottja volt. A rakétát először Wernher von Braun a Project Orbiter tervhez ajánlotta először a hadsereg űreszköz hordozójaként.  A német rakétamérnök és csapata a három fokozatú Jupiter–C interkontinentális ballisztikus rakétára egy negyedik végfokozatot javasolt építeni, amellyel elérhető lett volt az orbitális pálya. A tervet 1955-ben törölték, a Vanguard-programnak adva zöld utat. A politikai válsághelyzet miatt elővették a programot és von Braun irányításával mindössze 84 napi munka után 1958. január 31-én a hordozórakéta Föld körüli pályára állította az Explorer–1 űreszközt, az USA első műholdját.

## Juno–I
Wernher von Braun a meglévő – a hadsereg által fejlesztett rakétatípusokból állította össze – Jupiter–C ICBM feljavításába kezdett bele Juno–1 néven. A Jupiter–C nem rakétafegyver, hanem a meteorológiai szolgálatot segítő szondákat szállító hordozóeszköz. Alacsony pályás műholdak, kisebb űrszondák indítására szolgáló hordozórakéta. Gyártotta a Chrysler Group LLC. Soros elrendezésű, négyfokozatú rakétaszerkezet.
Induló tömege 28,5 tonna, magassága 21,2, törzsátmérője 1,8 méter. Elérhető pályamagasság 2800 km, szállítható hasznos teher 20 kilogramm. Szolgálatba állítási ideje 1957. A hat indításból 3 Explorer műholdat állítottak pályára, 3 indítása rakétatechnikai hiba miatt sikertelen lett.

### 1. fokozat
Redstone típusú, folyékony hajtóanyagú rakéta (LOX/Hydyne: 60% aszimmetrikus és 40% dimetil-dietilén), amelyet a V–2 rakétából fejlesztettek ki. Magassága 18,3-19,8 m, törzsátmérője 1,8-2,3 méter. Hajtóműve egy darab Rocketdyne A–7, égésideje 155 másodperc.

### 2. fokozat
WAC Sergeant (MGM–29), 11 darab (egyenként 1,3 méter hosszú és 15 centiméter átmérőjű töltetekből állt) szilárd hajtóanyag (hajtógáza poliszulfid-alumínium és ammónium-perklorát) rakétából állt. Égésideje 6,5 másodperc.
- Sergeant

Az irányított ballisztikus rakéták második generációját képviseli. Egylépcsős, szilárd hajtóanyagú rakéta. Indítósúlya 4,5 tonna, hatótávolsága 140 kilométer, repülési sebesség 3700 kilométer/óra, hosszúsága 10, törzsátmérője 0,79 méter. Indítása mozgó állványról történt (áttelepíthető). Robbanófeje hagyományos, illetve atomtöltet. Tehetetlenségi irányítórendszere volt. A rakétakomplexum összetétele: indítóállvány, javító- és ellenőrző állomás, áramfejlesztő, szállító eszközök és a rakéta. Működést biztosító állomány 5 fő, telepítés után a rakéta 10 percen belül harckész állapotba került. Hadrendbe állította az USA és az NSZK.

### 3. fokozat
WAC Sergeant (MGM–29), 3 darab szilárd hajtóanyag (hajtógáza poliszulfid-alumínium és ammónium-perklorát) rakétából állt, égésideje 6,5 másodperc. Magassága 1,3-, törzsátmérője 0,4-2,3 méter.

### 4. fokozat
WAC Sergeant (MGM–29), 1 darab szilárd hajtóanyag (hajtógáz poliszulfid-alumínium és ammónium-perklorát) rakétából állt, égésideje 6 másodperc. A műhold felbocsátására épített szilárd hajtóanyagú fokozat, amely lehetővé tette első kozmikus sebesség elérését. Orrkúpjában helyezkedett el a műhold.

## Külső hivatkozások
- Juno–1. nasa.gov. (Hozzáférés: 2014. március 28.)
- Juno–1. astronautix.com. (Hozzáférés: 2014. március 28.)
- Juno–1. systems.net. (Hozzáférés: 2014. március 28.)